# Weltcup im Skibergsteigen 2021/22
Der Weltcup im Skibergsteigen 2021/22 war die in der Wintersportsaison 2021/22 wichtigste von der International Ski Mountaineering Federation ausgetragene Wettkampfserie im Skibergsteigen. Die Saison begann am 16. Dezember 2021 in Ponte di Legno und endete am 9. April 2022 in Flaine.

## Terminkalender
| #      | Datum            | Land       | Ort            | Einzel | Sprint | Vertical |
| ------ | ---------------- | ---------- | -------------- | ------ | ------ | -------- |
| 1      | 16.–19. Dezember | Italien    | Ponte di Legno | ●      | ●      | ●        |
| 2      | 15.–16. Januar   | Andorra    | Arinsal        | ●      |        | ●        |
| 3      | 27.–29. Januar   | Schweiz    | Morgins        | ●      | ●      |          |
| 4      | 3. – 5. Februar  | Italien    | Albosaggia     | ●      | ●      |          |
| 5      | 18.–20. März     | Italien    | Martelltal     | ●      | ●      |          |
| 6      | 6.–9. April      | Frankreich | Flaine         | ●      | ●      | ●        |
| Anzahl | Anzahl           | Anzahl     | Anzahl         | 6      | 5      | 3        |

## Herren

### Weltcup-Übersicht
| Datum      | Austragungsort | Disziplin     | Sieger             | Zweiter             | Dritter             |
| ---------- | -------------- | ------------- | ------------------ | ------------------- | ------------------- |
| 16.12.2021 | Ponte di Legno | Sprint        | Arno Lietha        | Hans-Inge Klette    | Thibault Anselmet   |
| 17.12.2021 | Ponte di Legno | Vertical Race | Rémi Bonnet        | Werner Marti        | Michele Boscacci    |
| 19.12.2021 | Ponte di Legno | Einzel        | Xavier Gachet      | Michele Boscacci    | William Bon Mardion |
| 15.01.2022 | Arinsal        | Einzel        | Michele Boscacci   | Xavier Gachet       | Robert Antonioli    |
| 16.01.2022 | Arinsal        | Vertical Race | Rémi Bonnet        | Robert Antonioli    | Cameron Smith       |
| 27.01.2022 | Morgins        | Sprint        | Cardona Oriol Coll | Arno Lietha         | Iwan Arnold         |
| 29.01.2022 | Morgins        | Einzel        | Xavier Gachet      | Matteo Eydallin     | Michele Boscacci    |
| 03.02.2022 | Albosaggia     | Einzel        | Xavier Gachet      | Matteo Eydallin     | Michele Boscacci    |
| 05.02.2022 | Albosaggia     | Sprint        | Cardona Oriol Coll | Arno Lietha         | Hans-Inge Klette    |
| 18.03.2022 | Martelltal     | Einzel        | Davide Magnini     | Rémi Bonnet         | Xavier Gachet       |
| 20.03.2022 | Martelltal     | Sprint        | Cardona Oriol Coll | Matteo Favre        | Arno Lietha         |
| 06.04.2022 | Flaine         | Einzel        | Rémi Bonnet        | William Bon Mardion | Davide Magnini      |
| 07.04.2022 | Flaine         | Vertical Race | Rémi Bonnet        | Federico Nicolini   | Thibault Anselmet   |
| 09.04.2022 | Flaine         | Sprint        | Arno Lietha        | Cardona Oriol Coll  | Daniel Zugg         |

### Wertungen

#### Gesamtweltcup
Endstand nach 14 von 14 Rennen (Top 10)
| Rang | Athlet              | Punkte |
| ---- | ------------------- | ------ |
| 1.   | Michele Boscacci    | 890    |
| 2.   | Thibault Anselmet   | 871    |
| 3.   | Cardona Oriol Coll  | 788    |
| 4.   | Xavier Gachet       | 755    |
| 5.   | Rémi Bonnet         | 699    |
| 6.   | William Bon Mardion | 658    |
| 7.   | Robert Antonioli    | 627    |
| 8.   | Nicolò Canclini     | 625    |
| 9.   | Hans-Inge Klette    | 516    |
| 10.  | Werner Marti        | 486    |

| Rang | Athlet              | Punkte |
| ---- | ------------------- | ------ |
| 1.   | Xavier Gachet       | 531    |
| 2.   | Michele Boscacci    | 498    |
| 3.   | William Bon Mardion | 415    |
| 4.   | Rémi Bonnet         | 371    |
| 5.   | Matteo Eydallin     | 363    |
| 6.   | Thibault Anselmet   | 355    |
| 7.   | Davide Magnini      | 327    |
| 8.   | Robert Antonioli    | 303    |
| 9.   | Alex Oberbacher     | 291    |
| 10.  | Jakob Herrmann      | 280    |

| Rang | Athlet             | Punkte |
| ---- | ------------------ | ------ |
| 1.   | Arno Lietha        | 461    |
| 2.   | Cardona Oriol Coll | 450    |
| 3.   | Hans-Inge Klette   | 327    |
| 4.   | Thibault Anselmet  | 315    |
| 5.   | Nicolò Canclini    | 300    |
| 6.   | Matteo Favre       | 275    |
| 7.   | Iñigo Martínez     | 267    |
| 8.   | Daniel Zugg        | 238    |
| 9.   | Giovanni Rossi     | 231    |
| 10.  | Florian Ulrich     | 219    |

| Rang | Athlet             | Punkte |
| ---- | ------------------ | ------ |
| 1.   | Rémi Bonnet        | 300    |
| 2.   | Werner Marti       | 223    |
| 3.   | Federico Nicolini  | 206    |
| 4.   | Thibault Anselmet  | 201    |
| 5.   | Michele Boscacci   | 198    |
| 6.   | Xavier Gachet      | 166    |
| 7.   | Cardona Oriol Coll | 144    |
| 8.   | Robert Antonioli   | 142    |
| 9.   | Paul Verbnjak      | 142    |
| 10.  | Aurélien Gay       | 127    |

## Damen

### Weltcup-Übersicht
| Datum      | Austragungsort | Disziplin     | Sieger                 | Zweiter                | Dritter           |
| ---------- | -------------- | ------------- | ---------------------- | ---------------------- | ----------------- |
| 16.12.2021 | Ponte di Legno | Sprint        | Emily Harrop           | Léna Bonnel            | Giulia Murada     |
| 17.12.2021 | Ponte di Legno | Vertical Race | Axelle Gachet-Mollaret | Tove Alexandersson     | Sarah Dreier      |
| 19.12.2021 | Ponte di Legno | Einzel        | Axelle Gachet-Mollaret | Tove Alexandersson     | Emily Harrop      |
| 15.01.2022 | Arinsal        | Einzel        | Axelle Gachet-Mollaret | Tove Alexandersson     | Emily Harrop      |
| 16.01.2022 | Arinsal        | Vertical Race | Tove Alexandersson     | Axelle Gachet-Mollaret | Emily Harrop      |
| 27.01.2022 | Morgins        | Sprint        | Marianna Jagerčíková   | Emily Harrop           | Giulia Murada     |
| 29.01.2022 | Morgins        | Einzel        | Axelle Gachet-Mollaret | Emily Harrop           | Alessandra Schmid |
| 03.02.2022 | Albosaggia     | Einzel        | Axelle Gachet-Mollaret | Tove Alexandersson     | Emily Harrop      |
| 05.02.2022 | Albosaggia     | Sprint        | Emily Harrop           | Tove Alexandersson     | Mara Martini      |
| 18.03.2022 | Martelltal     | Einzel        | Axelle Gachet-Mollaret | Tove Alexandersson     | Alba De Silvestro |
| 20.03.2022 | Martelltal     | Sprint        | Emily Harrop           | Marianna Jagerčíková   | Léna Bonnel       |
| 06.04.2022 | Flaine         | Einzel        | Axelle Gachet-Mollaret | Giulia Murada          | Alba De Silvestro |
| 07.04.2022 | Flaine         | Vertical Race | Axelle Gachet-Mollaret | Marcela Vašínová       | Emily Harrop      |
| 09.04.2022 | Flaine         | Sprint        | Emily Harrop           | Marianna Jagerčíková   | Léna Bonnel       |

### Wertungen

#### Gesamtweltcup
Endstand nach 14 von 14 Rennen (Top 10)
| Rang | Athletin               | Punkte |
| ---- | ---------------------- | ------ |
| 1.   | Emily Harrop           | 1191   |
| 2.   | Axelle Gachet-Mollaret | 988    |
| 3.   | Giulia Murada          | 902    |
| 4.   | Marianna Jagerčíková   | 855    |
| 5.   | Alba De Silvestro      | 852    |
| 6.   | Tove Alexandersson     | 839    |
| 7.   | Mara Martini           | 688    |
| 8.   | Célia Perillat-Pessey  | 687    |
| 9.   | Ilaria Veronese        | 674    |
| 10.  | Alessandra Schmid      | 645    |

| Rang | Athletin               | Punkte |
| ---- | ---------------------- | ------ |
| 1.   | Axelle Gachet-Mollaret | 600    |
| 2.   | Emily Harrop           | 479    |
| 3.   | Alba De Silvestro      | 447    |
| 4.   | Tove Alexandersson     | 426    |
| 5.   | Giulia Murada          | 409    |
| 6.   | Ilaria Veronese        | 325    |
| 7.   | Mara Martini           | 321    |
| 8.   | Marianna Jagerčíková   | 312    |
| 9.   | Alessandra Schmid      | 285    |
| 10.  | Célia Perillat-Pessey  | 279    |

| Rang | Athletin              | Punkte |
| ---- | --------------------- | ------ |
| 1.   | Emily Harrop          | 547    |
| 2.   | Marianna Jagerčíková  | 440    |
| 3.   | Léna Bonnel           | 430    |
| 4.   | Giulia Murada         | 426    |
| 5.   | Célia Perillat-Pessey | 403    |
| 6.   | Mara Martini          | 340    |
| 7.   | Iwona Januszyk        | 319    |
| 8.   | Candice Bonnel        | 300    |
| 9.   | Déborah Marti         | 282    |
| 10.  | Tove Alexandersson    | 269    |

| Rang | Athletin               | Punkte |
| ---- | ---------------------- | ------ |
| 1.   | Axelle Gachet-Mollaret | 290    |
| 2.   | Emily Harrop           | 222    |
| 3.   | Sarah Dreier           | 202    |
| 4.   | Alba De Silvestro      | 196    |
| 5.   | Alessandra Schmid      | 196    |
| 6.   | Tove Alexandersson     | 190    |
| 7.   | Giulia Murada          | 177    |
| 8.   | Ilaria Veronese        | 156    |
| 9.   | Célia Perillat-Pessey  | 135    |
| 10.  | Laura Deplanche        | 125    |